# Fallimento (diritto)
Il fallimento è un istituto giuridico, regolato dalle normative del diritto commerciale, che tratta la situazione di un'impresa dissestata dal punto di vista finanziario.

## Storia

### Età antica
Le origini si possono ravvisare in alcuni istituti risalenti al diritto romano. Innanzitutto nella partes secanto, riportata nelle XII Tavole, che consisteva nello smembramento dei debitori e nella distribuzione del suo patrimonio tra i creditori. Anche nell'istituto della esecuzione per manus iniectionem ex missio in possessionem, inizialmente previsto per la fuga del debitore e per facilitare l'acquisizione del suo patrimonio da parte del creditore; questo tipo di esecuzione si diffuse quando venne creata la figura dell’honorum emptor, valutato come precedente storico dell'assuntore del concordato. Come altri precedenti storici, si possono citare anche la bonorum vendictio che era una forma di esecuzione universale e la cessio bonorum, che possiamo citare come precedente storico del concordato preventivo per la cessione dei beni, inoltre la cessio bonorum comportava che il “fallito” non fosse tacciato di infamia, quindi ebbe una grande diffusione. Quest'ultimo istituto era affine alla distractio bonorum che introdusse, oltre che la vendita dei beni al dettaglio, anche la figura del curatore.

### Medioevo
Nell'alto medioevo, con l'influenza del diritto barbarico, fu introdotta la dichiarazione d'ufficio, ma poche altre furono le modifiche apportate dalla legislazione barbarica, poiché la tradizione romana era estremamente radicata. Inoltre l'esecuzione barbarica aveva come fine il pagamento, più che la vendetta personale dei creditori nei confronti del fallito. Nel basso medioevo, invece, il processo esecutivo concorsuale si impose come procedimento di accertamento dei crediti. A Genova troviamo l'esempio dei primi giudici speciali come il “magistrato dei rotti”, infatti il termine bancarotta trova la sua origine nella pratica di “rompere il banco” ai mercanti che non potevano onorare i loro debiti, come segno tangibile di infamia. All'epoca il fallimento era disciplinato solo per i mercanti.

### Età moderna
Nell'età moderna, invece, il fallimento viene esteso anche a chi non è mercante: negli statuti dei mercati bolognesi (1550) è riportato che si poteva procedere contro alcuna persona habitante nella città o contà di Bologna…di qualunque conditione…la quale non si esercitasse in alcuno mistero o trafico. Nella legislazione Napoleonica del code de commerce (1807 e 1865), il fallimento era applicato solo ai commercianti che avevano un comportamento professionalmente scorretto. Era un modo di disciplina interna della corporazione, un sistema per far rispettare i principi alla base di un sistema di valori come era quello corporativo; le sanzioni, infatti, erano di natura penale a prescindere dalla colpevolezza del fallito.

## Definizione
Con questa procedura concorsuale, un tribunale spossessa l'imprenditore reo di insolvenza dei propri beni al fine di risarcire i creditori: in seguito alla sentenza di accertamento, viene nominato un curatore fallimentare cui spetta l'esecuzione della procedura.

## Nel mondo

### Italia
Sebbene la procedura possa essere evitata col concordato preventivo, oppure tentando una ristrutturazione aziendale o una richiesta di amministrazione controllata, per il codice penale italiano, gli atti compiuti dall'imprenditore e mirati a ledere l'interesse dei creditori sono configurati come reato (per esempio la bancarotta).
Nel terzo trimestre del 2018 si è ridotto il numero di imprese uscite dal mercato a seguito di fallimenti. Le statistiche indicano che tra luglio e settembre sono fallite 2.170 imprese, in netto calo rispetto allo stesso periodo del 2017 (-10,8%). Con questo dato, il numero di fallimenti registrati nei primi nove mesi dell’anno si è attestato a 8.137, in diminuzione del 6,9% rispetto alle 8.737 imprese fallite nello stesso periodo del 2017. Si tratta del valore più basso osservato nei primi tre trimestri dell’anno dal 2011. Il calo ha riguardato tutti i settori ma non tutta la Penisola: tra gennaio e settembre i fallimenti evidenziano incrementi su base annua dell’8,5% in Calabria, del 3% in Sicilia e dello 0,6% in Abruzzo.

### Stati Uniti d'America
La materia è disciplinata dal Chapter 11 dello United States Code.